# بروس إريكسن
بروس إريكسن هو سياسي كندي، ولد في 22 مارس 1928، وتوفي في 16 مارس 1997.